# Monotes
Genre
Classification phylogénétique
 Monotes est un genre d'arbres de la famille des Dipterocarpaceae originaire d'Afrique

## Liste d'espèces
Selon le Jardin botanique royal d'Édimbourg, le genre Monotes conmprndrait environ 44 espèces.
- Monotes adenophyllus Gilg
- Monotes africanus A.DC.
- Monotes angolensis De Wild.
- Monotes autennei P.A.Duvign.
- Monotes caloneurus Gilg
- Monotes carrissoanus H.H.Bancr.
- Monotes dasyanthus Gilg
- Monotes dawei H.H.Bancr.
- Monotes discolor R.E.Fr.
- Monotes doryphorus P.A.Duvign.
- Monotes elegans Gilg
- Monotes engleri Gilg
- Monotes gigantophyllus P.A.Duvign.
- Monotes gilgii Engl.
- Monotes gilleti De Wild.
- Monotes glaber Sprague
- Monotes glandulosus Pierre
- Monotes gossweileriDe Wild
- Monotes hutchinsonianus Exell
- Monotes hypoleucus (Welw. ex Oliv.) Gilg
- Monotes kapiriensis De Wild.
- Monotes katangensis (De Wild.) De Wild.
- Monotes kerstingii Gilg
- Monotes loandensis Exell
- Monotes lukuluensis Hutch.
- Monotes lutambensis Verdc.
- Monotes madagascariensis Humbert
- Monotes magnificus Gilg
- Monotes mutetetwa P.A.Duvign.
- Monotes noldeae H.H.Bancr.
- Monotes nyasensis Hutch. ex H.H.Bancr.
- Monotes oblongifolius Hutch.
- Monotes oxyphyllinus P.A.Duvign.
- Monotes pearsonii H.H.Bancr.
- Monotes pwetoensis Robyns ex H.H.Bancr.
- Monotes redheadii P.A.Duvign.
- Monotes rubriglans H.H.Bancr.
- Monotes rufotomentosus Gilg
- Monotes schmitzii P.A.Duvign.
- Monotes stevensonii Burtt Davy ex H.H.Bancr.
- Monotes thomasi De Wild.
- Monotes tomentellus Hutch. & Milne-Redh.
- Monotes verdicki De Wild.
- Monotes xasenguensis H.H.Bancr.